# Штевко, Роланд
Роланд Штевко (род. 8 апреля 1983 года в Левице) — бывший словацкий футболист, нападающий. В 2003 году он выиграл Премию Петра Дубовского, которая вручается лучшему словацкому игроку в возрасте до 21 года.

## Биография
Профессиональную карьеру начал в «Ружомбероке». В сезоне 2003/04 он стал самым молодым лучшим бомбардиром словацкой лиги (забил 17 голов). После очень успешного сезона «Ружомберок» хотел продать его в «Зброёвку». Также на Штевко претендовала испанская команда «Тенерифе», но клуб из Брно представил более выгодное предложение о трансфере (12 миллионов крон плюс строительство новой трибуны, которую должен был построить клубный спонсор, Skanska). Штевко отказался переходить в «Зброёвку», и клуб наказал его, переведя в дубль. Позже Штевко был на просмотрах в «Пари Сен-Жермен» и в «Торпедо Москва», но так никуда и не перешёл.
В 2004 году Роланд Штевко играл в сборной Словакии до 21 года.
В 2006 году он подписал контракт с немецким клубом второй лиги «Гройтер», где провёл только два матча, не закрепившись в основе.
В августе 2007 года Штевко вернулся в «Ружомберок». В своей третьей игре после возвращения, в 11-м туре, Штевко забил два решающих мяча в ворота команды «Сенец» (победа 3:2). Но в оставшейся части сезона он забил всего два гола. В следующем сезоне 2008/09 Штевко играл в основном в дубле «Ружомберока» во втором дивизионе. В конце августа 2009 года Штевко перешёл в «Сеницу».
С 2011 по 2017 год он играл за клубы низших лиг Австрии, Чехии и Словакии, затем завершил карьеру.